# 扁吻亞口魚
扁吻亞口魚（學名：Catostomus platyrhynchus）為輻鰭魚綱鯉形目亞口魚科的其中一種，為溫帶淡水魚，分布於北美洲加拿大薩斯喀徹溫河、菲沙河流域南至美國密蘇里河上游、科羅拉多河、哥倫比亞河、薩克拉門托河、拉昂坦湖等流域，本魚體呈圓柱形，頭部圓鈍，口下位呈吸盤狀，體上部一般呈橄欖綠色或棕色，下半部為淺色，繁殖中的雄魚體側有一條紅橙色帶，各鰭也泛著相同的顏色，體長可達25公分，壽命可達11年，棲息在水質清澈、冰冷且流動快速的山區溪流，通常有岩石或浮木可供遮蔽，以水生昆蟲、藻類和矽藻為食，繁殖期在春末夏初，雌魚在小溪的礫石淺灘中產卵。 